# ニア洞窟

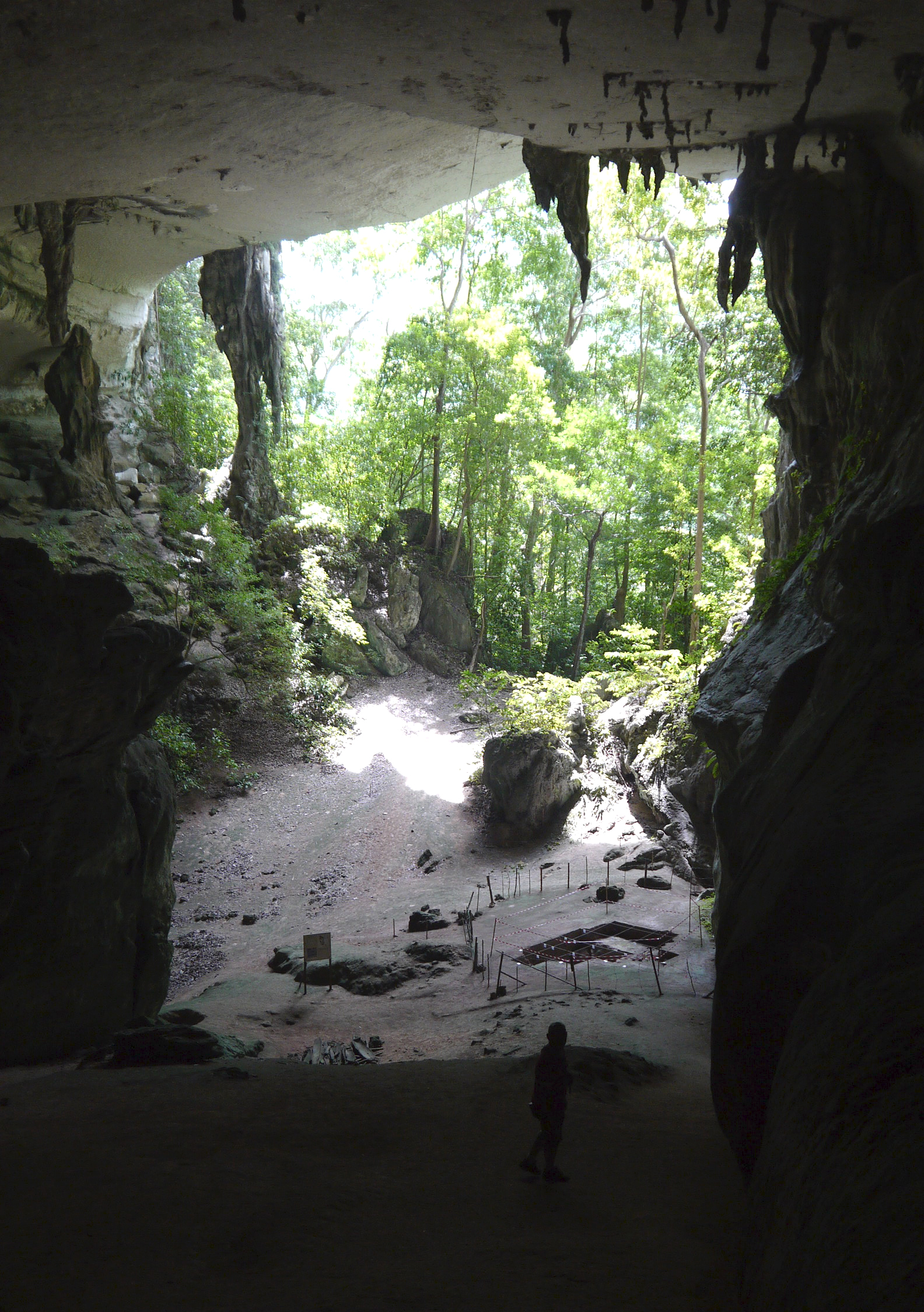
Painted Cave（Kain Hitam）にある遺跡。ニア大洞窟の南部にある小さな洞窟であるが、考古学的に重要な遺跡である。

ニア洞窟（ニアどうくつ、マレー語: Gua Niah）は、マレーシアのサラワク州ミリ省にある石灰岩の洞窟である。この周辺はニア国立公園（英語: Niah National Park）として1974年に国立公園に指定されており、国立公園としての面積は31.4平方キロメートルである。また、2024年にはUNESCOの世界遺産リストに登録された。

## 概要
ニア洞窟は南シナ海から17キロメートル程度内陸に行った場所、ミリの町からは南南西65キロメートル地点にある。その中心となっているのはニア大洞窟で、グヌン・スビスに位置しており、高い天井を有した巨大な空間が存在している。大洞窟は南北1キロメートル、東西0.5キロメートル程の巨大な石灰岩の中にあり、東南アジアで最古の人類の活動の痕跡が残っている考古学的に重要な遺跡でもある。
ただしこの洞窟は同じくニア国立公園を形成するグヌン・スビス石灰岩群とは150メートルから200メートルほどの幅のある谷で分かたれている。グヌン・スビス石灰岩群は最も高いところで海抜394メートルほどの高さがあり、北端から南端までは約5キロメートル、東西は約4キロメートルでハート形をしている。周囲は低地であるが、その中に小さな石灰岩によって出来たなだらかな丘が点在している。しかしこの中にはジャングルからはみ出る程の高さに達しているものもあり、100メートルを超える高さの崖も見られる。州内にある他の洞窟に比べると広がりに欠けるが、10ヘクタールほどの広さがあると推定されており、場所によっては天井までの高さは75メートルほどある。

## 考古学史
2,300万年前にはこの地域の大部分は珊瑚礁であったが、その後500万年から1,000万年ほどかけて浸食されたあと、200万年前に地震で隆起した。地質学用語で言えばここの石灰岩はスビス形成の産物であり、これは2,000万年前から1,600万年前に形成された物とされている。
この洞窟は前史時代から新石器時代、宋の時代、より最近にかけてまで人間に利用されていた。サラワク州立博物館は体系的な考古学的研究を1954年以来ここで行っている。
前史時代の遺跡としては非常に重要で、約4万年前の人間の痕跡が見つかっており、これは東マレーシアでは最古である。2006年に発表された論文によればこの洞窟の最古の痕跡は34,000年前から46,000年前であるという。大洞窟から南東に150メートルほど行った地点にある、石灰岩の小さい洞窟であるPainted Caveには1,200年前に描かれた壁画が残っている。サバ州のラハダトゥの近くにあるマンスリ谷にはより古い時代の石器があると主張している考古学者もいるものの、未だに正確な年代分析が発表されていない。
ニア洞窟から発掘された道具としては更新世の石器や薄片、前史時代の斧、釿、陶器、装身具、船、敷物、鉄器時代の鉄器や陶器、ガラスのビーズなどが見つかっている。ただ最も有名な発掘品は38,000年前に遡る人骨である。また、Painted Caveには壁画や木製の柩が見られる。
一帯には更新世から完新世中期までの熱帯雨林の変化の痕跡が残っており、古代人の採集から稲作・樹木栽培・野菜栽培への移行を示している。

## 発見史
1855年にアルフレッド・ラッセル・ウォレスがこの洞窟周辺を探検した。彼はチャールズ・ダーウィンに宛てた手紙の中でこの洞窟に関してヒト族の化石が見つかるかもしれない遺跡であると記した。その後、英国の考古学者が1869年から1870年にかけて発掘調査を行ったものの、目ぼしい発見は出来ず、その後は放置された。
1950年代から1960年代にかけて、トム・ハリソンらはこの地で発掘調査を行い、大きな成果をあげた。彼らは1958年に2.5メートルの深さからディープスカル（Deep Skull）を発掘した。これをきっかけにして地元の大学や海外の研究者が考古学的研究をするようになり、多くの論文がサラワク州立博物館の論文雑誌に掲載されるようになった。1999年から2003年にかけてはイギリスとマレーシアが共同でニア洞窟プロジェクトを行い、ハリソンの業績の正確性を確かめる再発掘が行われた。

## 世界遺産

### 登録基準
この世界遺産は世界遺産登録基準のうち、以下の条件を満たし、登録された（以下の基準は世界遺産センター公表の登録基準からの翻訳、引用である）。
- (3) 現存するまたは消滅した文化的伝統または文明の、唯一のまたは少なくとも稀な証拠。
- (5) ある文化（または複数の文化）を代表する伝統的集落、あるいは陸上ないし海上利用の際立った例。もしくは特に不可逆的な変化の中で存続が危ぶまれている人と環境の関わりあいの際立った例。

## その他
この洞窟は遺跡として知られている他方で、アナツバメの燕の巣が採れる事でも知られている。洞窟の天井は燕の塒となっており、これらには人間の所有者がおり、彼らのみが燕の巣を採取する事が出来る。作るのに半年を要し、主に1月と6月に出来る。採取には数十メートルを棒一本で登り、蝋燭の火を揺らして行われている。しかしながら、その採取量は減少しており、1930年代には170万あった燕の巣も、現在では10万まで減少している。

## 関連文献
- Kennedy, Kenneth A. R., "The Deep Skull of Niah: an Assessment of Twenty Years of Speculation Concerning its Evolutionary Significance", Asian Perspectives, XX(I), 1977